# Félix Scalais
Félix Scalais CICM (* 6. Dezember 1904 in Burdinne; † 17. August 1967 ebenda) war ein belgischer Ordensgeistlicher und römisch-katholischer Erzbischof von Léopoldville.

## Leben
Félix Scalais trat am 8. September 1934 der Ordensgemeinschaft der Kongregation vom Unbefleckten Herzen Mariens bei. Anschließend studierte er Philosophie und Katholische Theologie in Rom, wo er in beiden Fächern promoviert wurde. Scalais empfing am 17. August 1930 das Sakrament der Priesterweihe. Am 25. August 1933 wurde er als Missionar nach Belgisch Kongo entsandt. Dort war er zunächst als Lehrer in Kalewe tätig, bevor er Provinzial seiner Ordensgemeinschaft mit Sitz in Léopoldville wurde.
Am 29. Juni 1953 ernannte ihn Papst Pius XII. zum Titularbischof von Casius und zum Apostolischen Vikar von Léopoldville. Der Erzbischof von Mecheln, Jozef-Ernest Kardinal Van Roey, spendete ihm am 21. September desselben Jahres die Bischofsweihe; Mitkonsekratoren waren der Bischof von Lüttich, Louis-Joseph Kerkhofs, und der emeritierte Erzbischof von Suiyüan, Louis Morel CICM.
Scalais wurde am 10. November 1959 infolge der Erhebung des Apostolischen Vikariats Léopoldville zum Erzbistum erster Erzbischof von Léopoldville. Félix Scalais nahm an allen vier Sitzungsperioden des Zweiten Vatikanischen Konzils teil. Von 1963 bis 1964 war Scalais zudem Präsident der Bischofskonferenz der Demokratischen Republik Kongo. Nachdem der Kongo politisch unabhängig geworden war, lag ihm daran, dass auch in der kirchlichen Hierarchie die Europäer zurücktraten und den Afrikanern den Vortritt ließen. Dies legte er in seinem Rücktrittsgesuch dar, das Papst Paul VI. am 7. Juli 1964 annahm. Er ernannte Scalais zum Titularerzbischof von Aquae in Numidia.